# CKY (gruppo musicale)
I CKY (anche conosciuti come sigla di Camp Kill Yourself) sono un gruppo musicale rock statunitense, formatosi a West Chester (Pennsylvania) nel 1998.
I componenti attuali sono Chad I. Ginsburg (voce e chitarra) e Jess Margera (batteria). Nella registrazione degli album Ginsburg e Miller si alternano al basso che, fino al 2019, nei concerti veniva suonato da Matt Deis.

## Storia

### Gli inizi
Nel 1994 Jess Margera e Deron Miller fondarono i Foreign Objects, pubblicando l'anno successivo il loro primo ed unico EP, The Undiscovered Numbers & Colors. Nel 1996 fondarono gli oiL con un amico, Ryan Bruni, e registrarono numerosi demo, diversi dei quali successivamente sarebbero diventati canzoni dei CKY.
Dopo un breve periodo Deron e Jess decisero di registrare Volume 1 senza Bruni. Allo studio di registrazione conobbero Chad I Ginsburg, che ci lavorava come produttore. Nel sentire la demo di Disengage The Simulator espresse la sua volontà di entrare nel gruppo, lavorando all'album come chitarrista e produttore. Con l'arrivo di Chad il gruppo decise di cambiare il nome da oiL a Camp Kill Yourself e modificare le proprie sonorità.
Nel 1998, in un'apparizione del fratello di Jess, Bam Margera, in un video di skate venne inserita come sottofondo la canzone Genesis 12a dei Foreign Objects, e nei titoli di coda fu mostrato un indirizzo al quale scrivere per ottenere altro materiale dei CKY. Quando Bam nel 1999, dopo aver acquisito maggiore fama, pubblicò il suo primo video Landspeed: cKy, per la colonna sonora utilizzò esclusivamente pezzi dei CKY. I loro primi due album Volume 1 e Volume 2, pubblicati sotto la Teil Martin International, sono infatti la colonna sonora dei primi film della serie.
Nello stesso anno parteciparono al Warped Tour, durante il quale Bruni tornò nel gruppo per suonare il basso durante i concerti, per poi presto lasciare la band e venir momentaneamente sostituito da Chad fino all'arrivo di Vern Zaborowski nel 2000.

### Infiltrate•Destroy•RebuildeAn Answer Can Be Found(2000-2006)
Il gruppo firmò un contratto per l'etichetta Volcom Entertainment, che ritenne offensivi il nome del gruppo e la copertina di Volume 1 per il loro riferimento al controverso suicidio in diretta televisiva del politico Budd Dwyer. La copertina venne così cambiata con una foto del Warped Tour 1999 e il nome Camp Kill Yourself sostituito con la sigla CKY.
Nel 2001 passarono all'etichetta major Island/Def Jam, che ri-pubblicò Volume 1 in versione CD-ROM.
Nel settembre 2002 uscì Infiltrate•Destroy•Rebuild, che venne promosso con diversi tour, tra i quali uno con i Guns N' Roses e una data nella quale aprirono un concerto dei Metallica.
Nel 2003 pubblicarono Infiltrate•Destroy•Rebuild: The Video Album, che conteneva un video musicale diretto da Bam Margera per tutte le canzoni dell'album e per due tracce del loro album d'esordio, Disengage the Simulator e 96 Quite Bitter Beings.
Nel luglio 2004 Zaborowski abbandonò il gruppo e venne sostituito da Matt Deis, precedentemente negli All That Remains. Il 28 giugno 2005 uscì An Answer Can Be Found, il loro quarto album in studio debuttando al trentacinquesimo posto della classifica Billboard 200. Il 15 aprile 2006 annunciarono di non essere più sotto contratto con la Island.
Il 20 giugno si esibirono in uno show di circa tre ore nel quale suonarono quasi trenta canzoni, che venne registrato e che sarà pubblicato in un album live dopo l'uscita del loro prossimo progetto in studio. Quattro giorni dopo furono costretti ad interrompere uno show a causa di problemi di Deron, che successivamente dichiararono essere legati ad alcol e droga sul loro sito internet, CKY Alliance.

### Il passaggio alla Roadrunner e Carver City (2006-presente)
Il 7 dicembre 2006 annunciarono il loro passaggio alla Roadrunner Records. Deron ha dichiarato di star lavorando al nuovo album e che hanno selezionato il meglio tra ore di materiale. Il 30 e il 31 ottobre hanno suonato un nuovo pezzo, Hellions on Parade (terza parte della serie di Hellview, preceduta da 96 Quite Bitter Beings e Escape from Hellview, rispettivamente in Volume 1 ed Infiltrate•Destroy•Rebuild. È la quarta canzone della serie se si vuole includere Thanks for the Ride degli oiL), agli show Hellview III organizzati da Bam Margera a West Chester, Pennsylvania, nel suo locale The Note. L'album, Carver City, è stato pubblicato il 19 maggio 2009. La band ha filmato le sessioni in studio e spera di poter successivamente pubblicare in DVD il materiale registrato.

## Formazione

### Formazione attuale
- Chad I Ginsburg – chitarra, basso, tastiere, voce (1998–presente)
- Jess Margera – batteria (1998–presente)

### Ex componenti
- Deron Miller – voce, chitarra, basso, tastiere (1998–2011)
- Matt Deis – basso, tastiere, cori (2005–2010, 2015–2019)
- Matt "Matty J" Janaitis – tastiere, cori (2009–2010), basso (2010–2012)

### Turnisti
- Ryan Bruni – basso, cori (1998–2000)
- Rob "Murry" Valeno – tastiere, percussioni (2010–2011)
- Matt "Uncle Matt/Shitbird" Cole – tastiere, cori (2017)
- Daniel Davies – voce, chitarra (2012, 2015)
- Vernon Zaborowski – basso, cori (2000–2004)

## Discografia

### Album in studio
- 1999 - Volume 1
- 2002 - Infiltrate•Destroy•Rebuild
- 2005 - An Answer Can Be Found
- 2009 - Carver City
- 2017 - The Phoenix

### Raccolte
- 1999 - Volume 2
- 2011 - B-Sides & Rarities